# Vício por açúcar
O vício por açúcar, mais adequadamente definido como dependência em glicose, é um transtorno alimentar caracterizado pelas mesmas quatro características que definem qualquer dependência química: compulsão, abstinência, obsessão e sensibilização cruzada (em inglês “bingeing”, “withdrawal” “craving” e “cross-sensitization”). Os primeiros estudos do vício pelo açúcar datam de 1987, e desde então centenas de artigos revisados foram publicados em revistas científicas sobre o assunto. A estimativa é que 80% da população americana possui vício por açúcar.

## Causas
Os mecanismos neurológicos do vício em drogas incluem alterações na ligação ao receptor de dopamina e opióides endógenos, expressão de mRNA de encefalina e libertação de dopamina e acetilcolina no núcleo accumbens (sistema de recompensa).
Um importante fator causal é o condicionamento operante, que explica porque fora de seu contexto habitual é mais fácil abandonar o vício (por exemplo em um SPA ou hospital), mas ao retornar ao contexto habitual (casa/escola/trabalho) o índice de recaídas é elevado, mesmo após superar a síndrome de abstinência.
O apetite insaciável, especialmente por carboídratos, é um dos sintomas da Síndrome de Prader-Willi, associada a baixos níveis de leptina, um hormônio produzido pelo sistema digestivo após ingestão de alimentos para produzir saciedade. Por esse motivo, se teorizou que baixos níveis de leptina causam a adicção por alimentos.

## Sinais e sintomas
A existência do vício em açúcar não significa que todos que consumem açúcar se viciam, assim como nem todos que consumem álcool são alcoolistas, e nem todos que consomem café se tornam viciados. A dependência em qualquer droga é caracterizada por:
- Compulsão (bingeing): Incapacidade de conter o desejo de consumo, mesmo quando o estímulo deixa de ser prazeroso.
- Fissura (abstinência): Após um período prolongado sem consumir aparecem sintomas de transtorno de ansiedade ou depressão, tornando mais difícil resistir ao desejo de consumo.
- Obsessão (craving): Desejos incontroláveis e recorrentes por um objeto de desejo e incapacidade de aceitar outras opções.
- Sensibilização cruzada: Em aprendizagem, significa um aumento estável na resposta comportamental proporcional à exposição a um estímulo com o tempo. No caso do vício em açúcar (consumo de alimentos ricos em açúcar), gera aumento do consumo por açúcar nas semanas/meses/anos seguintes. Cognitivistas definem que um consumo maior aumenta cada vez mais o desejo por açúcar nas semanas/meses/anos seguintes. Não se considera o período imediatamente posterior (minutos/horas/dia) pelo efeito da saciedade.

Assim como em qualquer outra dependência, é difícil diferenciar o consumo social normal de um abuso patológico mesmo com doenças secundárias. As complicações mais comuns do vício em açúcar são obesidade, síndrome metabólico e diabetes mellitus. Negar a própria dependência mesmo com evidências também é comum em qualquer dependência.

## Tratamento
O tratamento é similar ao de outras depedências, especialmente do alcoolismo e tabaquismo. Deve ser multidisciplinar, incluíndo terapia cognitivo-comportamental, psiquiatra e nutricionista para reeducação alimentar. Responde bem aos anticonvulsivantes e ao naloxona, que também são usados pra tratar outras adicções, por sua capacidade de inibir comportamentos compulsivos e pensamentos obsessivos. Antidepressivos são usados quando o consumo é desencadeado por transtornos depressivos e ansiolíticos quando o consumo é desencadeado pela ansiedade.